# Castellar (Saluzzo)
Castellar (Castlar in piemontese, Castelar in occitano) è un municipio di 301 abitanti del comune di Saluzzo, della provincia di Cuneo, in Piemonte.
Fino al 31 dicembre 2018 ha costituito un comune autonomo. Dal 1º gennaio 2019 è stato accorpato al limitrofo comune di Saluzzo, a seguito di un referendum comunale avvenuto nell'estate del 2018.

## Geografia fisica

### Territorio
Il municipio si trova in Piemonte, nella provincia di Cuneo, all'imbocco della valle Bronda. Dista 39,3 km da Cuneo.

### Clima
Castellar ha un clima tipicamente continentale, con una concentrazione di foschia e nebbia nei mesi autunnali e invernali, precipitazioni a carattere nevoso in inverno e miti primavere.

## Storia
Piccolo borgo alle porte di Saluzzo, capitale dell'omonimo Marchesato, Castellar fu in origine capoluogo di un feudo dei Signori di Morozzo che comprendeva anche i vicini borghi di Pagno, Brondello, Morra e che divenne avamposto strategico per la difesa del marchesato dalle incursioni dei Saraceni provenienti dai vicini valichi alpini. 
La prima citazione ufficiale di Castellar risale ad un atto trascritto nel 1138 presso una fortificazione nota come Morra di Castellar, in cui Giacomo da Brondello, con il benestare del marchese Manfredo I, donò una parte del feudo ai monaci cistercensi della vicina abbazia di Santa Maria di Staffarda.
Nel 1270 la collina di Castellar (o Castellaro) venne dotata dell'attuale roccaforte dal marchese Tommaso I, nell'ambito di una serie di interventi sul territorio atti a rafforzare e migliorare l'apparato difensivo del piccolo marchesato. In seguito il castello della rocca di Castellar divenne la residenza designata per i conti Castellar di Saluzzo, ramo collaterale dei conti Saluzzo di Paesana. 
Da allora il territorio di Castellar ebbe sempre maggior rilevanza e nel 1330 venne concesso in feudo da Federico I ai fratelli Nicolino e Giovanni Braida, già vassalli del marchese. In seguito Ludovico II fece ampliare e rimaneggiare il castello adattandolo a residenza signorile per la consorte Margherita di Foix-Candale. Il periodo di maggior splendore per Castellar fu tra il 1357 e il 1466 quando il feudo venne nuovamente affidato ai Saluzzo di Paesana. Azzo di Saluzzo divenne quindi il capostipite della dinastia dei Saluzzo di Castellar a cui succedette Giovanni e poi Antonio che nel 1463 lo lasciò in eredità al giovane Giovanni Andrea, già Signore di Paesana, Crissolo, Sanfront, Martiniana, Oncino e Ostana per i servigi e la difesa antisabauda offerti in supporto al marchese Ludovico II del Vasto.
Castellar godette dei benefici del lungo e fedele sodalizio tra il signore di Castellar e il marchese Ludovico II fino alla morte di quest'ultimo, avvenuta a Genova nel gennaio del 1504.
I rapporti con l'ambiziosa vedova di Ludovico II non furono altrettanto cordiali, a tal punto da divergere sulle scelte politiche considerate troppo filofrancesi ma tuttavia non così gravi da negare al marchesato il supporto militare di Castellar accanto all'esercito del Regno di Francia nella guerra della Lega di Cambrai contro la Repubblica di Venezia.
Il feudo di Castellar ebbe il suo declino contestualmente al decadimento del Marchesato; le lotte intestine dilaniarono il piccolo stato che cadde in una profonda crisi e venne infine annesso al Ducato di Savoia con il Trattato di Lione del 1601. Tuttavia il territorio di Castellar venne confermato feudo e rimase sotto il controllo dei conti Saluzzo di Castellar fino all'avvento della repubblica.

### Simboli
Lo stemma di Castellar si blasonava troncato d'azzurro e d'argento, alla lettera "C" romana maiuscola dell'uno all'altro, attraversante la linea di partizione.
Antonio Manno nel 1892 riporta uno stemma troncato d'argento e d'azzurro, ciascun punto alla lettera C maiuscola romana, dell'uno nell'altro. Il gonfalone era un drappo troncato di bianco e di azzurro.

Gonfalone dell'ex comune

## Monumenti e luoghi d'interesse

### Il castello
Nel 1372 il castello risultò tra le prime roccaforti del circondario sottratte ai vassalli di Manfredo di Cardè, nobile legato alla casata angioina, tuttavia notizie sulla sua planimetria a base quadrata si ebbero già dal 1329. Nel 1357, dopo la presa del maniero da parte di Tommaso II il castello, unitamente al feudo, venne eletta dimora permanente da Azzo di Saluzzo, capostipite conti Castellar di Paesana. Egli estese lo jus patronatu anche all'adiacente chiesa di San Dionigi e da allora il castello venne ereditato di padre in figlio. 
Risalenti all'epoca dei conti Saluzzo di Paesana sono le scuderie e l'attuale parco del castello, ricco di piante secolari ed esotiche. 
Dopo alcuni rimaneggiamenti del XVI secolo il castello vide un periodo di declino, contestuale all'annessione del marchesato di Saluzzo al Ducato di Savoia, pur rimanendo centro di potere del feudo. 
L'ultima importante ristrutturazione risale al 1895, secondo i dettami di Alfonso De Andrade che, contestualmente alla creazione del Borgo medievale di Torino, lo vide impegnato in una estesa opera di attento restauro conservativo in tutto il Piemonte. 
Nel corso del Novecento il castello è divenuto dimora privata e l'attuale proprietario ha allestito al suo interno il Museo delle Uniformi, la cui collezione contiene una delle più ricche collezioni del Regio Esercito Italiano.
L'ingresso principale del castello è ancora garantito dall'originale ponte levatoio posto sotto il portale ad arco su cui si può ancora leggere l'antico motto francese del marchesato Le courage et la loyauté ne manque pas un jour ("Coraggio e lealtà non manchi in nessun giorno"). 
Degni di nota sono il parco, ancora ben conservato e ricco di piante secolari, il singolare pozzo e le segrete. 
All'interno sono ancora ammirabili la Sala dei Signori che riportano gli stemmi nobiliari dei marchesi Del Vasto, dei conti Saluzzo di Paesana accanto all'effigie imperiale dell'imperatore di Sassonia Ottone I. Attigua ad essa è visitabile anche la Sala delle Signore dove invece vi sono le effigi di tutte le consorti dei marchesi, mentre in alcune altre sale sono ancora apprezzabili alcuni affreschi raffiguranti i Moti saluzzesi e una scena dello storico torneo vinto in Francia da Michele Antonio di Saluzzo.
La scuderia e la foresteria ospitano un Museo Etnografico inserito, al pari del maniero, nel circuito dei "Castelli Aperti" del Basso Piemonte.

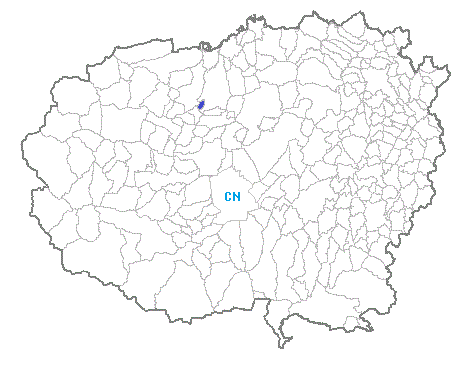
Territorio dell'ex comune di Castellar nella provincia di Cuneo

## Società

### Evoluzione demografica
Abitanti censiti

## Economia
L'economia di Castellar si basa prevalentemente sulle risorse agricole tipiche della zona del saluzzese. Le coltivazioni più diffuse sono quelle delle mele e dei kiwi, con una lieve presenza anche di vite e granoturco.

## Amministrazione

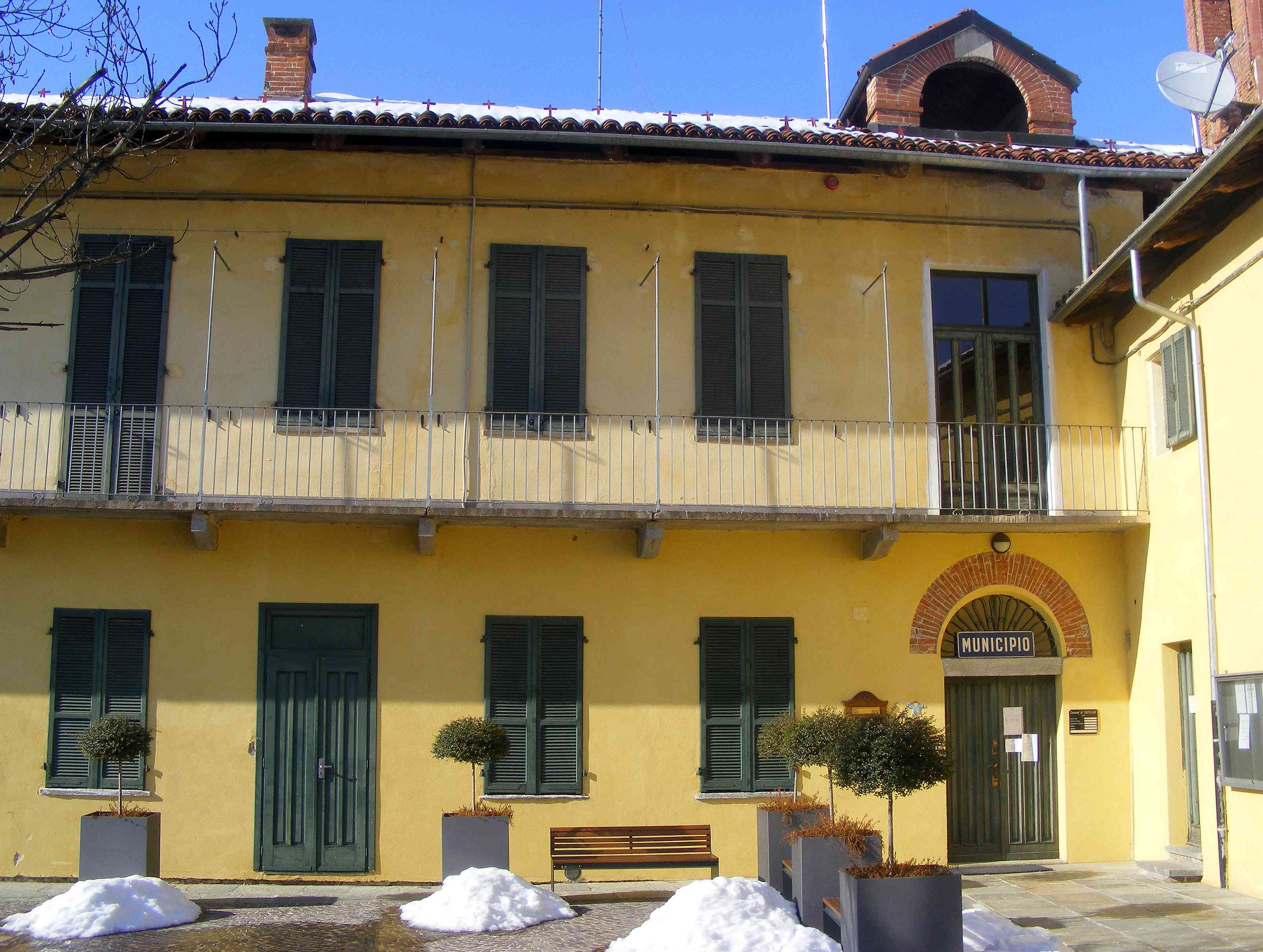
L'ex casa comunale

| Periodo        | Periodo          | Primo cittadino       | Partito      | Carica  | Note   |
| -------------- | ---------------- | --------------------- | ------------ | ------- | ------ |
| 14 giugno 1999 | 14 giugno 2004   | Lilliana Borretta     | Lista civica | Sindaco | [ 10 ] |
| 14 giugno 2004 | 8 giugno 2009    | Giuliano Carlo Ruatta | Lista civica | Sindaco | [ 11 ] |
| 8 giugno 2009  | 26 maggio 2014   | Giuliano Carlo Ruatta | Lista civica | Sindaco | [ 12 ] |
| 26 maggio 2014 | 31 dicembre 2018 | Eros Demarchi         | Lista civica | Sindaco | [ 13 ] |

### Altre informazioni amministrative
Il comune di Castellar ha fatto parte della Comunità montana Valli Po, Bronda, Infernotto e Varaita.